# 생체고분자

DNA의 구조에서 이중나선을 형성하고 있는 한 쌍의 고분자인 폴리뉴클레오타이드

생체고분자(生體高分子, 영어: biopolymer)는 살아있는 생물체에 의해 생성되는 중합체이다. 다시 말해서, 생체고분자는 중합체 생체분자이다. 생체고분자는 단량체 분자들이 서로 공유 결합으로 연결되어 큰 구조를 형성한다. 사용되는 단량체의 단위와 형성된 생체고분자의 구조에 따라 분류되는 세 가지 주요 부류의 생체고분자들이 있다. 폴리뉴클레오타이드(DNA와 RNA)는 13개 이상의 뉴클레오타이드 단량체로 구성되어 있는 긴 중합체이다. 폴리펩타이드는 아미노산을 단위체로 하는 중합체이다. 폴리사카라이드(다당류)는 단당류를 단위체로 하는 중합체이다. 생체고분자의 다른 예로는 고무, 수베린, 멜라닌, 리그닌 등이 있다.

생체거대분자(biomacromolecule)의 한 종류로 구성된 물질.
주 1: 단백질, 다당류, 폴리뉴클레오타이드 및 세균의 지방족 폴리에스터에서
 중합체(polymer)와 고분자(macromolecule) 사이의 혼란을 피하기 위해
 주해에서 주어진 정의에서 수정됨.
주 2: 분자의 특성을 고려했을 때 생체거대분자(biomacromolecule)라는
 용어의 사용을 권장한다.

셀룰로스는 지구 상에서 가장 흔한 유기 화합물이자 생체고분자이다. 전체 식물 물질의 약 33%가 셀룰로스이다. 면화의 셀룰로스 함량은 90%이며, 목재의 셀룰로스 함량은 50%이다.

## 생체고분자와 합성고분자
생체고분자와 합성고분자 사이의 주요 차이점은 그들의 구조에서 찾을 수 있다. 모든 중합체는 단위체라고 불리는 반복적인 단위들로 만들어져 있다. 생체고분자는 종종 잘 정의되는 구조를 가지고 있지만, 모두가 그런 것은 아니다(예: 리그노셀룰로스). 정확한 화학적 구성과 이들 단위체들이 배열되는 순서는 단백질의 경우에 1차 구조라고 불린다. 많은 생체고분자들은 자발적으로 특징적인 형태로 접혀서, 그들의 생물학적 기능을 결정하고, 그들의 1차 구조에 복잡한 방식으로 의존하고 있다. 구조생물학은 생체고분자들의 구조적 특성에 대해 연구하는 학문이다. 대조적으로, 대부분의 합성고분자들은 훨씬 더 단순하고, 무작위적인(또는 확률론적인) 구조를 가지고 있다. 이러한 사실은 생체고분자에서 누락된 분자량 분포로 이어진다. 실제로 대부분의 생체 내 시스템에서 주형 유도 과정에 의해 생체고분자의 합성이 조절되기 때문에 한 종류의 모든 생체고분자들은 모두 비슷하다. 생체고분자들은 모두 비슷한 서열과 단위체 수를 포함하고 있고, 따라서 모두 동일한 질량을 가지고 있다. 이러한 현상은 합성고분자에서 발생하는 다분산성(polydispersity)과는 달리 단분산성(monodispersity)이라고 한다. 결과적으로 생체고분자의 다분산지수(polydispersity index)는 1이다.

## 관례 및 명명법

### 폴리펩타이드
폴리펩타이드에 대한 관례는 아미노 말단으로부터 카복시 말단까지 폴리펩타이드를 구성하는 아미노산 잔기들을 순서대로 나열하는 것이다. 아미노산 잔기들은 항상 펩타이드 결합으로 연결되어 있다. 단백질은 어떤 폴리펩타이드를 지칭하기 위해 구어적으로 사용되지만, 더 크거나 완전한 기능을 하는 형태를 지칭하며, 단일 폴리펩타이드 사슬 뿐만 아니라 여러 폴리펩타이드 사슬들로 구성될 수 있다. 또한 단백질은 당 사슬 및 지질과 같은 비펩타이드 성분을 포함하도록 변형될 수 있다.

### 핵산
핵산의 서열에 대한 관례는 뉴클레오타이드 잔기들을 폴리뉴클레오타이드 중합체 사슬의 5' 말단에서 3' 말단까지 순서대로 나열하는 것인데, 여기서 5' 및 3'는 폴리뉴클레오타이드 사슬의 포스포다이에스터 결합에 참여하는 리보스 고리의 탄소의 번호를 가리킨다. 이러한 서열을 생체고분자의 1차 구조라고 한다.

### 탄수화물
탄수화물을 기반으로 하는 생체고분자들은 종종 관례와 관련하여 어려움을 겪는다. 탄수화물 중합체는 선형 또는 분지형 일 수 있으며, 일반적으로 글리코사이드 결합으로 연결된다. 결합의 정확한 위치는 다양할 수 있으며 결합에 참여하는 작용기의 방향도 중요하며, 고리 내의 결합에 참여하는 탄소의 위치를 결정짓는 번호 매김을 갖는 α- 및 β-글리코사이드 결합을 생성한다. 또한 많은 탄수화물 단위들은 아미노화와 같은 다양한 화학적 변형들을 겪을 수 있으며, 당단백질과 같은 다른 분자의 일부를 형성할 수도 있다.

## 구조적 특성
서열의 정보를 결정하기 위한 많은 생화학적 기술들이 있다. 단백질의 아미노산 서열은 N말단의 잔기가 사슬에서 한 번에 하나씩 가수분해되고, 유도체로 합성된 다음 확인되는 에드만 분해법에 의해 결정될 수 있다. 질량분석법도 사용할 수 있다. 핵산의 염기서열은 겔 전기영동 및 모세관 전기영동을 사용하여 결정할 수 있다. 마지막으로 이러한 생체고분자들의 물리적 특성들은 종종 광 핀셋 또는 원자간력현미경을 사용하여 측정할 수 있다. 이중 편광 간섭계는 pH, 온도, 이온 강도 또는 다른 결합 파트너에 의해 자극될 때 이들 물질들의 입체 구조 변화 또는 자기 조립을 측정하는데 사용될 수 있다.

## 소재로 이용
폴리락트산, 자연적으로 생성된 제인, 폴리하이드록시뷰티르산과 같은 일부 생체고분자들은 플라스틱으로 사용될 수 있으며 폴리스티렌 또는 폴리에틸렌 기반의 플라스틱을 대체할 수 있다.
일부 플라스틱은 현재 '분해성', '산소 분해성', 'UV 분해성'으로 불린다. 이것은 빛이나 공기 중에 노출되면 분해된다는 것을 의미하지만 이러한 플라스틱들은 여전히 석유를 주성분으로 하며(최대 98%), 현재 유럽 연합의 포장 및 포장 폐기물에 관한 지침(94/62/EC)에 따라 '생분해성'으로 인증되지 않았다. 생체고분자들은 분해가 되며, 일부는 가정용 퇴비로 적합하다.
생체고분자는 포장 산업에서 사용하기 위해 바이오매스로부터 생산된다. 바이오매스는 사탕무, 감자, 밀과 같은 작물로부터 나오며, 생물고분자를 생산할 때는 비식용작물로 분류된다. 이들은 다음 경로와 같이 변환될 수 있다.
사탕무 → 글리콘산 → 폴리글리콘산
녹말 → (발효) → 락트산 > 폴리락트산
바이오매스 → (발효) → 바이오에탄올 → 에틸렌 → 폴리에틸렌
음식 쟁반, 깨지기 쉬운 물품을 운송하기 위한 변형된 녹말 알갱이, 포장용 얇은 필름과 같은 많은 종류의 포장재들은 생체고분자로 만들어질 수 있다.

### 환경적 영향
생체고분자는 계속해서 재배할 수 있는 식물에서 비롯된 물질로 만들어지기 때문에 지속가능하고, 탄소 중립적이며, 재생가능하다. 이러한 식물성 재료들은 비식용 농작물로부터 나온다. 따라서 생체고분자의 사용은 지속가능한 산업을 창출할 것이다. 이와는 대조적으로 석유화학에서 유래한, 중합체 합성을 위한 공급 원료는 결국 고갈될 것이다. 또한 생체고분자는 이산화 탄소 방출량과 대기 중의 이산화 탄소의 양을 줄일 수 있는 잠재력을 가지고 있다. 이것은 생체고분자가 분해될 때 방출되는 CO2가 이들을 대체하기 위해 재배되는 작물들에 의해 재흡수될 수 있기 때문이다. 이것은 생체고분자의 사용을 탄소 중립에 가깝게 만든다.
생체고분자는 생분해성이며 어떤 것은 퇴비로도 가능하다. 일부 생체고분자는 미생물에 의해 이산화 탄소와 물로 분해된다. 이러한 생분해성 생체고분자들 중 일부는 퇴비화가 가능하고, 산업 퇴비화 공정에 투입할 수 있으며, 6개월 이내에 90%까지 분해될 수 있다. 이것이 가능한 생체고분자는 유럽 표준 EN 13432 (2000)에 따라 '퇴비화 가능' 기호로 표시할 수 있다. 이 기호가 표시된 포장재는 산업 퇴비화 공정에 투입될 수 있으며, 6개월 이내에 분해될 수 있다. 퇴비화가 가능한 고분자의 예로는 두께 20μm 미만인 폴리락트산 필름이 있다. 이 필름은 '생분해성'임에도 불구하고, 퇴비화할 수 없는 것보다 두꺼운 필름이다. 유럽에는 소비자들이 그들의 퇴비 더미에서 포장을 식별하고 처분할 수 있도록 해주는 가정용 퇴비 표준과 관련 로고가 있다.

## 같이 보기
- 생체분자
- 생체재료
- 바이오플라스틱
- 축합 중합체
- 축합형 타닌
- DNA 시퀀싱
- 멜라닌
- 공예작물
- 포스포라미다이트
- 고분자화학